# Antonio Mateos Salguero
Antonio Mateos Salguero (Grazalema, Cádiz, 1949) es un carpintero y político español del Partido Socialista Obrero Español. Ha sido alcalde de su localidad natal desde el 19 de abril de 1979 al 22 de octubre de 2004, el que más tiempo ha estado en el ayuntamiento de Grazalema. Hasta el 14 de julio de 2003 fue Diputado provincial.

## Biografía
Emigro a Alemania. Antes de ser político,Mateos fue carpintero. Comenzó siendo alcalde en las municipales de 1979, cargo que ocupó interrumpidamente hasta las de 2004.
Durante varios años, desde 1979 a 2003 fue también diputado provincial en Cádiz.